# Nickel Creek
 (mai 2025).
Si vous disposez d'ouvrages ou d'articles de référence ou si vous connaissez des sites web de qualité traitant du thème abordé ici, merci de compléter l'article en donnant les références utiles à sa vérifiabilité et en les liant à la section « Notes et références ».
Nickel Creek est un trio américain de musique acoustique prenant ses racines dans le bluegrass. Il qualifie son style de musique d'« acoustique progressif » ("progressive acoustic" en anglais). Le groupe est composé de trois membres permanents : Chris Thile (mandoline), Sara Watkins (violon) et son frère Sean Watkins (en) (guitare).

## Histoire

### Les débuts: 1989-1999
Le groupe Nickel Creek s'est formé en 1989 en Californie, avec Scott Thile comme bassiste (c'est le père de Chris Thile). Les deux familles, les Thile et les Watkins, se sont rencontrées car Chris Thile et Sean Watkins prenaient des leçons de mandoline chez le même professeur. Sean, qui est le plus âgé des enfants, n'avait alors que douze ans.
Durant les années 1990, le groupe joua dans plusieurs festivals de bluegrass renommés ; il sortit un premier album en 1993 (Little Cowpoke) et un deuxième en 1997 : Here to There. La publication de Here to there fut limitée à l'époque et le groupe refusa de faire rééditer cet album, ce qui a aujourd'hui pour conséquence que les albums originaux se vendent à plusieurs centaines de dollars sur des sites de mise aux enchères tel eBay.
Puis suivirent leurs trois albums officiels.

### Why should the fire die?: 2005-2007
Nickel Creek ont effectué une tournée en compagnie de Fiona Apple qui intervenait comme choriste sur certain morceaux du groupe. En contre-partie, le groupe a ré-arrangé certain titres de Fiona Apple également interprétés durant le set. La tournée s'est terminée le 16 août 2007 à Central Park, New York.

## Discographie
- Little Cowpoke (1993)
- Here To There (1997)
- Nickel Creek (2000)
- This Side (2002)
- Why Should the Fire Die? (2005)
- Reasons Why - The Very Best (2006)
- A Dotted Line (2014)